# Tipula knowltoniana
Tipula knowltoniana är en tvåvingeart som beskrevs av Alexander 1969. Tipula knowltoniana ingår i släktet Tipula och familjen storharkrankar. Inga underarter finns listade i Catalogue of Life.